# Wellen (Beverstedt)
Wellen is een dorp en voormalige gemeente in de Duitse deelstaat Nedersaksen. De gemeente werd in 1974 gevoegd bij Beverstedt. 
Aan de rand van het dorp staat het Landgoed Von der Hellen, een beschermd monument en het geboortehuis van Eduard von der Hellen, archivaris van het Goethearchief in Weimar.